# Metropolitan District Railway
Metropolitan District Railway (District) va ser una companyia de ferrocarril que es va constituir el 29 de juliol de 1864, un any més tard que Metropolitan Railway (MetR) obrís la primera línia del metro de Londres i del món. Ambdues empreses juntament van crear l'Inner Circle, ara conegut com a Circle Line, i ambdós van començar a crear el que avui coneixem com a metro de Londres.